# El Cogulló (Sallent)
El Cogulló és una muntanya de 474 metres que es troba al municipi de Sallent, a la comarca catalana del Bages.
Al cim podem trobar-hi un vèrtex geodèsic (referència 282106001).